# جون لوي
جون لوي (بالإنجليزية: John Lowey)‏ مواليد 6 أغسطس 1966 في أيرلندا الشمالية، هو ملاكم محترف أيرلندي شمالي معتزل. شارك في دورة الألعاب الأولمبية الصيفية سنة 1988.

## إحصائيات
خاض خلال مسيرته 31 نزالا، فاز في 26 ولم يتعادل وخسر في 5. فاز بالضربة القاضية في 17 نزالا.

## روابط خارجية
- جون لوي على موقع بوكس ريك (الإنجليزية) (registration required)
- جون لوي على موقع أوليمبيديا (الإنجليزية)